# 634
| [ Edytuj tabelę ]          |                                                  |
| Cesarz Bizancjum           | - 610 Herakliusz 641                             |
| Cesarz Chin                | - 626 Tang Taizong 649                           |
| Król Essexu                | - 617 Sigeberht I Mały 653                       |
| Król Franków               | - 632 Dagobert I 639                             |
| Cesarz Japonii             | - 629 Jomei 641                                  |
| Kalif                      | - 632 Abu Bakr 634 - 634 Umar ibn al-Chattab 644 |
| Król Kentu                 | - 616 Eadbald 640                                |
| Patriarcha Konstantynopola | - 610 Sergiusz I 638                             |
| Władca Korei               | - 618 Yŏngnyu 642                                |
| Król Longobardów           | - 626 Arioald 636                                |
| Król Mercji                | - 626 Penda 655                                  |
| Król Nortumbrii            | - 634 Oswald 642                                 |
| Papież                     | - 625 Honoriusz I 638                            |
| Król Persji                | - 632 Jezdegerd III 651                          |
| Król Wizygotów             | - 631 Sisenand 636                               |

Rok 634 / DCXXXIV
stulecia: VI wiek ~
VII wiek ~
VIII wiek

lata: 624 «
629 «
630 «
631 «
632 «
633 «
634
» 635
» 636
» 637
» 638
» 639
» 644

## Wydarzenia
- 4 lutego – oddziały muzułmańskie dowodzone przez Amr Ibn al-Asa pokonały Bizantyjczyków w Dathin.
- 24 kwietnia – Muzułmanie dowodzeni przez Chalida ibn al-Walida pokonali oddziały bizantyńskie pod Mardż Rahit w pobliżu Damaszku. Początek podbojów arabskich na terenach należących do Cesarstwa Bizantyjskiego.
- 13 lipca – wojska muzułmańskie pokonały oddziały Bizantyńczyków pod Adżnadajn w Palestynie.
- Ponowne zjednoczenie państwa Franków za panowania Dagoberta I.
- Po śmierci Abu Bakra kalifem został Umar ibn al-Chattab.
- Patriarchą Jerozolimy został Sofroniusz I.
- Muzułmanie zajęli Gazę.
- Wojny arabsko-perskie: miała miejsce bitwa pod Firaz.

## Urodzili się
- Wilfryd z Yorku, święty kościoła katolickiego (zm. 709)

## Zmarli
- 23 sierpnia – Abu Bakr, pierwszy kalif
- Calwaladr, król Gwynedd (ur. 573)